# Louis Stanislas Xavier Soyez
Pour les articles homonymes, voir Soyez.
Louis Stanislas Xavier Soyez, né le 21 mai 1769 à Versailles et mort le 21 février 1839 à Fontainebleau (Seine-et-Marne), est un général de la Révolution et de l'Empire.

## Carrière

### Ancien Régime
Engagé en 1784, dans le régiment de Saintonge, Louis Soyez est caporal dans le régiment du Dauphin lorsqu'il obtient son congé en 1791.

### Révolution française
Réengagé en 1792, au sein du 5e régiment de chasseurs à cheval, il combat pendant l'hiver 1792-1793 dans l'armée du Nord et y est blessé au genou. Il passe ensuite à l'armée des Pyrénées-Orientales où il exerce diverses fonctions dont celle d'aide de camp du général Marbot. 
Reversé alors dans l'infanterie légère où il franchit les différents grades d'officiers, il passe à l'armée d'Italie et prend la tête de la 5e demi-brigade légère en décembre 1796. Il s'illustre lors de la campagne de 1797 pendant laquelle il reçoit plusieurs blessures.
De nouveau en Italie en 1799, il est blessé à Novi le 15 août.

### Consulat et Empire
Nommé général de brigade le 29 août 1803, il commande une brigade de la division Boudet au camp d'Utrecht puis au sein du 2e corps.
Il passe en Dalmatie en 1806, d'abord sous les ordres de Lauriston puis sous ceux de Montrichard. Le 3 juin 1809, il est capturé par les autrichiens à Fiume où il soigne une blessure reçue quelques semaines plus tôt.
Libéré à la fin de la guerre avec l'Autriche, il n'a plus de commandement actif avant de rejoindre la Grande Armée en juillet 1812.
Affecté comme commandant d'armes à Hambourg, il participe au siège de la ville et rentre en France avec la garnison en juin 1814.
Mis en non-activité à son retour, il reprend du service pendant les Cent-Jours à la tête du département du Loiret. Il est mis à la retraite à la Restauration.

## Distinctions et vie privée
Chevalier de la Légion d'honneur le 12 décembre 1803 puis commandant de l'ordre le 14 juin 1804, il reçoit plusieurs dotations en Westphalie et en Italie.
Louis XVIII le fait chevalier de Saint-Louis le 8 juillet 1814.
Le général Soyez est fait baron de l'Empire le 2 juillet 1808.
Sa petite-fille, Élise Mélanie Léonie, épouse en 1863, le graveur Gustave Bertinot, dont un fils.